# Thymoites villarricaensis
Thymoites villarricaensis es una especie de araña araneomorfa del género Thymoites, familia Theridiidae. Fue descrita científicamente por Levi en 1964.
Habita en Paraguay.